# Summer Holiday
Summer Holiday는 2021년 7월 30일에 발매된 드림캐쳐의 2번째 스페셜 미니 앨범이다. 타이틀 곡은 BEcause이다.

## 발매 과정
7월 19일부터 22일까지 티저 이미지가 매일 공개되었다.
7월 23일에 트랙리스트가 공개되었다.
7월 26일에 lyrics spoiler 영상이 공개되었다.
7월 27일에 티저 영상이, 7월 28일에 하이라이트 메들리 영상이 공개되었다.
7월 29일에 댄스 프리뷰 영상이 공개되었다.
7월 30일 18시에 음반이 발매되었고, 뮤직 비디오가 공개되었다. 음원 사이트 등에 음원이 공개되었다.

## 수록곡
| 트랙 | 곡명              | 작사             | 작곡                  | 편곡             |
| ---- | ----------------- | ---------------- | --------------------- | ---------------- |
| 1    | "Intro"           |                  | LEEZ · Ollounder      | LEEZ · Ollounder |
| 2    | "BEcause"         | LEEZ · Ollounder | LEEZ · Ollounder      | LEEZ · Ollounder |
| 3    | "Airplane"        | LEEZ · Ollounder | LEEZ · Ollounder      | LEEZ · Ollounder |
| 4    | "Whistle"         | LEEZ · Ollounder | LEEZ · Ollounder      | LEEZ · Ollounder |
| 5    | "Alldaylong"      | JiU · Ollounder  | JiU · Ollounder       | Ollounder        |
| 6    | "해바라기의 마음" | LEEZ             | 한수석 · LEEZ · Monho | LEEZ · 한수석    |